# Кристиан Албрехт фон Волфщайн
Кристиан Албрехт фон Волфщайн (на немски: Christian Albrecht von Wolfstein; * 14 юни 1672; † 20 април или 27 април 1740, Зулцбюрг, Горен Пфалц) е последният граф и господар на Волфщайн в Горен Пфалц. Той е чичо на датската кралица София Магдалена фон Бранденбург-Кулмбах (1700 – 1770), омъжена 1721 г. за бъдещия крал Кристиан VI на Дания и Норвегия (1700 – 1770).

## Произход и наследство
Той е син на граф Албрехт Фридрих фон Волфщайн (1644 – 1693) и съпругата му графиня София Луиза (Лудовика) фон Кастел-Ремлинген (1645 – 1717), дъщеря на граф Волфганг Георг фон Кастел-Ремлинген (1610 – 1668) и графиня София Юлиана фон Хоенлое-Валденбург-Пфеделбах (1620 – 1682). Внук е на фрайхер Йохан Фридрих фон Волфщайн-Зулцбюрг (1604 – 1650) и фрайин Барбара Тойфел (1613 – 1644). Баща му е издигнат през 1673 г. на имперски граф от император Леополд I (упр. 1658 – 1705).
Сестра му София Кристиана фон Волфщайн (1667 – 1737) се омъжва на 14 август 1687 г. в дворец Оберзулцбюрг за маркграф Кристиан Хайнрих фон Бранденбург-Кулмбах (1661 – 1708) и е майка на датската кралица София Магдалена (1700 – 1770), омъжена 1721 г. за бъдещия крал Кристиан VI на Дания и Норвегия (1700 – 1770).
Кристиан Албрехт умира на 20 или 27 април 1740 г. в Зулцбюрг на 67 години и е погребан в Зулцкирхен. Наследен е от дъщеря му Хенриета фон Волфщайн (1707 – 1749), омъжена през 1727 г. за граф Карл Максимилиан фон Гих, господар на Турнау и Волфщайн (1695 – 1748). Собственостите на фамилията след дълги конфликти отиват през 1768 г. на Вителсбахите в Бавария.

## Фамилия
Кристиан Албрехт фон Волфщайн се жени на 21 октомври 1698 г. в Йоринген за графиня Августа Фридерика фон Хоенлое-Йоринген-Глайхен (* 30 октомври 1677; † 2 юли 1752, Турнау), дъщеря на граф Йохан Фридрих I фон Хоенлое-Йоринген (1617 – 1702) и херцогиня Луиза Амьона фон Шлезвиг-Холщайн-Норбург (1642 – 1685), дъщеря на херцог Фридрих фон Шлезвиг-Холщайн-Норбург (1581 – 1658) и принцеса Елеонора фон Анхалт-Цербст (1608 – 1680). Те имат 10 деца, от които само три порастват:
- Кристиана Фридерика фон Волфщайн (* 20 септември 1699, Пирбаум; † 31 октомври 1699, Пирбаум)
- София Луиза фон Волфщайн (* 1 октомври 1700, Пирбаум; † 29 ноември 1723), омъжена за Фридрих Ернст фон Папенхайм (* 18 август 1698; † 13/23 май 1725)
- Фридерика Елеонора фон Волфщайн (* 13 декември 1701, Пирбаум; † 29 май 1704, дворец Шьонберг)
- Фридрих Карл Ернст фон Волфщайн (* 25 май 1703, Йоринген; † 21 февруари 1704, Пирбаум)
- Карл Фридрих Ернст фон Волфщайн (* 12 юли 1704, Пирбаум; † 30 октомври 1704, Пирбаум)
- Шарлота Амалия фон Волфщайн-Зулцбюрг (* 19 юни 1706, Оберзулцбюрг; † 24 октомври 1729), омъжена на 4 януари 1728 г. в дворец Оберзулцбюрг за княз Карл Август фон Хоенлое-Кирхберг (* 6 април 1707; † 17 май 1767)
- Хенриета фон Волфщайн (* 3/8 ноември 1707, Оберзулцбюрг; † 30 юли 1749, Турнау), омъжена на 19 ноември 1727 г. за граф Карл Максимилиан фон Гих, господар на Турнау и Волфщайн (* 17 септември 1695; † 11 февруари 1748)
- Кристиана София фон Волфщайн (* 10 февруари 1709; † 17 февруари 1709)
- София Кристиана Антонета фон Волфщайн (* 14 юли 1713, Оберзулцбюрг; † 7 февруари 1716, Оберзулцбюрг)
- Фридрих Вилхелм Антон фон Волфщайн (* 29 март 1716; † 21 юни 1728)